# هیکو (تگزاس)
هیکو، تگزاس(به انگلیسی: Hico, Texas) شهری در ایالت تگزاس از ایالات جنوبی ایالات متحده آمریکا است. در سرشماری سال ۲۰۰۰، جمعیت این شهر ۱۳۴۱ نفر اعلام شد.